# المخطوطة السينائية

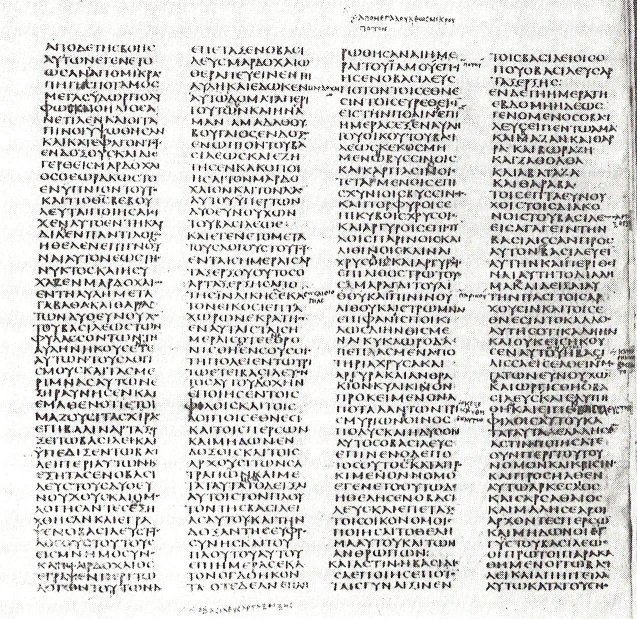
تحرير السينائية.

المخطوطة السينائية (بالعبرية: קודקס סינאיטיקוס ، باليونانية: Σιναϊτικός Κώδικας) إحدى أهم مخطوطتين في العالم للعهد الجديد، يعود تاريخا إلى القرن الرابع، وقد كتبت بين عامي 325 و360. وتعتبر من أقدم المخطوطات التي تحتوي على معظم أسفار الكتاب المقدس.
توجد المخطوطة اليوم في المكتبة البريطانية، جامعة لايبزك والمكتبة الوطنية الروسية.

## الموقع
تحفظ الآن في المتحف البريطاني في لندن، وهناك مشروع لطباعتها.

## زوائد
بالإضافة للكتب القانونية تشمل بعض الكتب الأبوكريفية مثل: رسالة برنابا وراعي هرمس.